# Shoya Nakajima
Shoya Nakajima (中島 翔哉, Nakajima Shoya, Tokio, 23 augustus 1994) is een Japans voetballer die doorgaans als aanvaller speelt. Hij tekende in juli 2019 een contract tot medio 2024 bij FC Porto, dat €12.000.000,- voor hem betaalde aan Al-Duhail. Nakajima debuteerde in 2018 in het Japans voetbalelftal.

## Clubcarrière
Nakajima begon zijn carrière in 2012 bij Tokyo Verdy. Hij tekende bij in 2014 FC Tokyo. In het seizoen 2014 kwam hij op huurbasis uit voor Kataller Toyama. In het seizoen 2017 kwam hij op huurbasis uit voor Portimonense SC.

## Clubstatistieken
| Seizoen | Club              | Competitie    | Wed. | Doelp. |
| ------- | ----------------- | ------------- | ---- | ------ |
| 2012    | Tokyo Verdy       | J2 League     | 8    | 4      |
| 2013    | Tokyo Verdy       | J2 League     | 21   | 2      |
| 2014    | FC Tokyo          | J1 League     | 5    | 0      |
| 2014    | → Kataller Toyama | J2 League     | 28   | 2      |
| 2015    | FC Tokyo          | J1 League     | 13   | 1      |
| 2016    | FC Tokyo          | J1 League     | 12   | 3      |
| 2017    | FC Tokyo          | J1 League     | 21   | 2      |
| 2017/18 | → Portimonense SC | Primeira Liga | 12   | 6      |
| 2017/18 | Portimonense SC   | Primeira Liga | 17   | 4      |
| 2018/19 | Portimonense SC   | Primeira Liga | 13   | 5      |
| 2018/19 | Al-Duhail         | Qatari League | 7    | 1      |
| 2019/20 | FC Porto          | Primeira Liga | 0    | 0      |
| Totaal  | Totaal            | Totaal        | 157  | 30     |

## Interlandcarrière
Nakajima nam met het Japans olympisch voetbalelftal deel aan de Olympische Zomerspelen 2016. Hij debuteerde in 2018 in het Japans voetbalelftal. Hiermee nam hij een jaar later deel aan de Copa América 2019.

## Statistieken
| Japans voetbalelftal | Japans voetbalelftal | Japans voetbalelftal |
| Jaar                 | Wed.                 | Dlp.                 |
| -------------------- | -------------------- | -------------------- |
| 2018                 | 6                    | 2                    |
| 2019                 | 13                   | 3                    |
| Totaal               | 19                   | 5                    |

## Erelijst
Al-Duhail
- Qatar Emir Cup: 2019

 Porto
- Primeira Liga: 2019/20
- Taça de Portugal: 2019/20

 Japan onder 23
- AFC U-23 Championship: 2016

Individueel
- AFC U-23 Championship MVP: 2016
- Primeira Liga Aanvaller van de Maand: oktober/november 2017
- Primeira Liga Speler van de Maand: september 2018
- SPJF Doelpunt van de Maand: november 2017 tegen CD Tondela
- SPJF Doelpunt van de Maand: februari 2018 tegen CD Feirense